# Camilo Mayr
Camilo Mayr, född 4 mars 1991, är en tysk bågskytt. Han deltog vid olympiska sommarspelen 2012.